# 3425 Hurukawa
3425 Hurukawa este un asteroid din centura principală, descoperit pe 29 ianuarie 1929, de Karl Reinmuth.